# Bradley Whitford

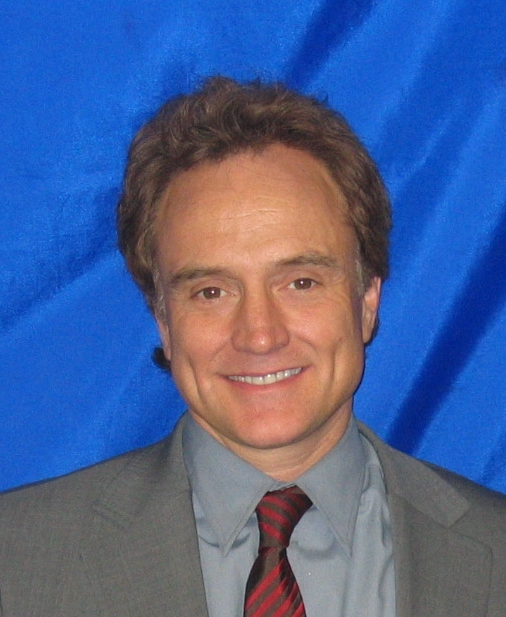
Bradley Whitford som Josh Lyman i TV-serien Vita huset, 2006.

Bradley Whitford, född 10 oktober 1959 i Madison i Wisconsin, är en amerikansk skådespelare.
Whitford är framför allt känd som Vita husets vice stabschef Josh Lyman i den populära TV-serien Vita huset, skapad av Aaron Sorkin. 2001 vann han för rollen som Josh Lyman i Vita huset en Primetime Emmy Award för bästa manliga biroll. För samma roll erhöll Whitford även tre Golden Globe-nomineringar tre år i rad.
Efter Vita huset har Whitford bland annat spelat en av huvudrollerna i Aaron Sorkins efterföljande serie Studio 60 on the Sunset Strip.

## Filmografi i urval
- 1985–1987 – All My Children (TV-serie) (3 avsnitt)
- 1985 – McCall (TV-serie) (1 avsnitt)
- 1987 – En natt på stan
- 1988 – Guiding Light (TV-serie) (2 avsnitt)
- 1988 – Tales from the Darkside (TV-serie) (1 avsnitt)
- 1990 – Den kritiska punkten
- 1990 – Misstänkt för mord
- 1990 – Uppvaknanden
- 1990 – Young Guns II
- 1992 – En kvinnas doft
- 1993 – A Perfect World
- 1993 – Philadelphia
- 1993 – Robocop 3
- 1994 – Arkiv X (TV-serie) (1 avsnitt)
- 1994 – Klienten
- 1994 – På spaning i New York (TV-serie) (4 avsnitt)
- 1995 – Billy Madison
- 1995 – Cityakuten (TV-serie) (2 avsnitt)
- 1997 – Yrke: Polis (TV-serie) (1 avsnitt)
- 1999 – 200-årsmannen
- 1999 – Felicity (TV-serie) (1 avsnitt)
- 1999–2006 – Vita huset (TV-serie) (155 avsnitt)
- 2001 – Kate & Leopold
- 2005 – Min första kärlek
- 2005 – Systrar i jeans
- 2006–2007 – Studio 60 on the Sunset Strip (TV-serie) (22 avsnitt)
- 2007 – An American Crime
- 2009 – Monk (TV-serie) (1 avsnitt)
- 2011 – In Plain Sight (TV-serie) (1 avsnitt)
- 2011 – The Mentalist (TV-serie) (3 avsnitt)
- 2012 – Parks and Recreation (TV-serie) (1 avsnitt)
- 2012 – The Cabin in the Woods
- 2013 – Saving Mr. Banks
- 2013 – Shameless (TV-serie) (2 avsnitt)
- 2013–2014 – Trophy Wife (TV-serie) (22 avsnitt)
- 2014–2017 – Brooklyn Nine-Nine (TV-serie) (3 avsnitt)
- 2014 – Law & Order: Special Victims Unit (TV-serie) (1 avsnitt)
- 2017 – Get Out
- 2017 – The Post
- 2018–2024 – The Handmaid's Tale (TV-serie) (28 avsnitt)
- 2019 – Godzilla: King of the Monsters
- 2020 – American Dad! (TV-serie) (röstroll, 1 avsnitt)
- 2020 – The Call of the Wild – Skriet från vildmarken
- 2020 – Sergio
- 2021 – What If...? (TV-serie) (röstroll, 1 avsnitt)
- 2023 – Law & Order: Special Victims Unit (TV-serie) (1 avsnitt)
- 2023 – The Wonder Years (TV-serie) (1 avsnitt)
- 2025 – Death by Lightning (TV-serie)